# جان بيير موريس
جان بيير موريس (بالفرنسية: Jean-Pierre Moris)‏ (7 يونيو 1903 – 31 يناير 1985) هو سبّاح لوكسمبورغي راحل، مثّل بلاده في الألعاب الأولمبية الصيفية 1924.

## روابط خارجية
جان بيير موريس على موقع الاتحاد الدولي للسباحة (الإنجليزية)
- جان بيير موريس على موقع أوليمبيديا (الإنجليزية)